# Аннбанк
Аннбанк — село в Південному Ерширі, Шотландія. Це приблизно п'ять миль на схід від Ер. Спочатку він був шахтарським поселенням, але колись мав залізничне сполучення з Ером через Auchincruive Waggonway.
У селі є сільська рада, пекарня, магазин, боулінг, дитячий футбольний клуб (Аннбанк Юнайтед) і паб. Паб відомий як "Tap o'the Brae", який у травні 2014 року виграв нагороду «паб року» в Ерширі.
Залізнична станція Weston Bridge Halt була розташована на мосту з такою назвою біля Аннбанк і стояла неподалік від Вугільна шахта Ер номер 9. Його використовували шахтарі, які подорожували до своїх вугільних шахт.
Будинок Аннбанк колись виходив на річку Ер і Гадґірт-Холм, однак його було знесено після того, як він використовувався як готель.
Старий зал Гадґірта стояв на річці Ер неподалік від млина Привіка і старого будинку Гадгірта. Замок і баронство Гадґірт колись розташовувалися біля річки Ер на схід від Аннбанку.

## Видатні люди
- Джеймс Браун, член парламенту 1918-1939 рр
- Сем Доннеллі, професійний футболіст